# Luzerner Chügelipastete

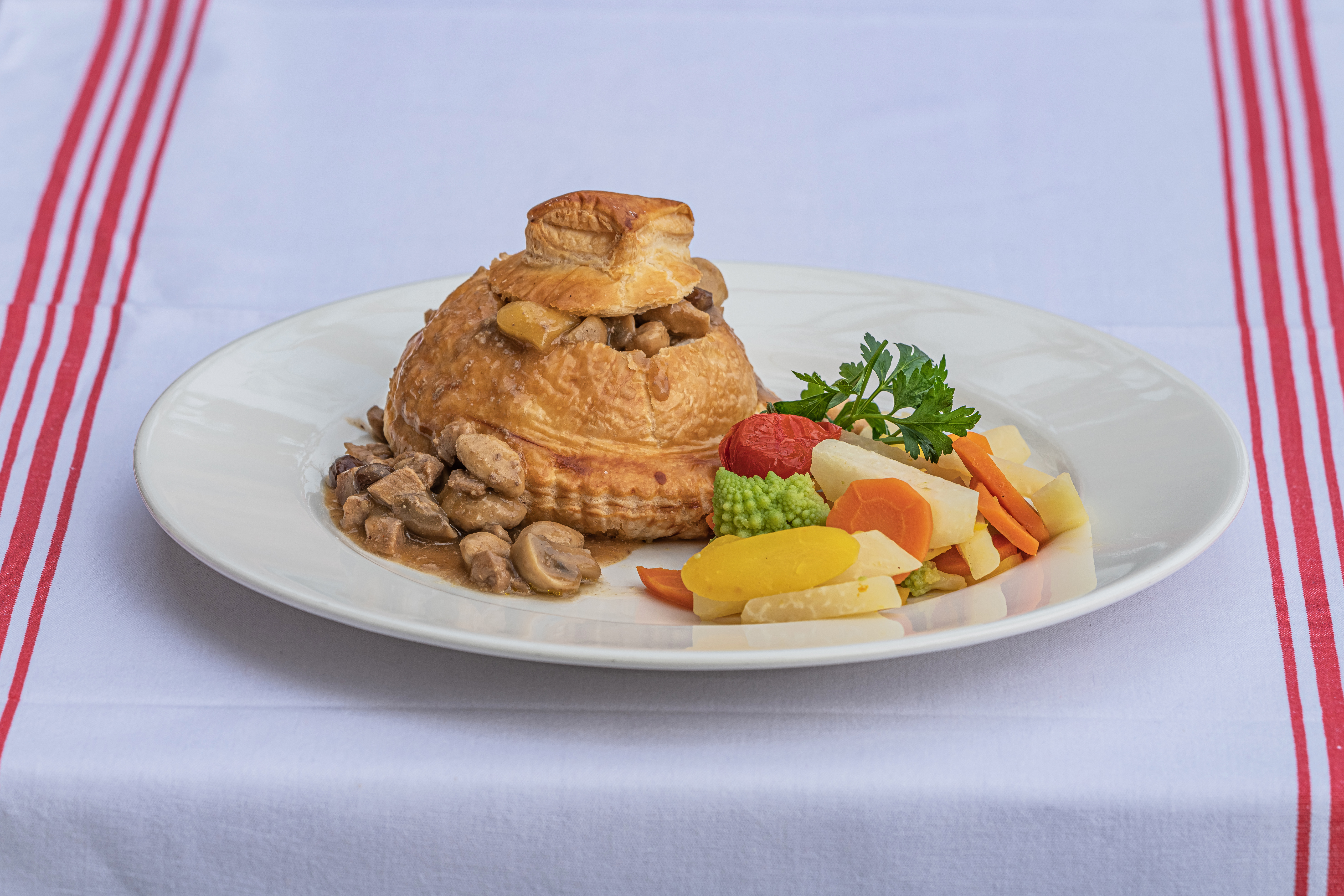
Luzerner Chügelipastete

Die Luzerner Chügelipastete ist ein Fleischgericht der Schweizer Küche. Es wurde nach dem Kanton Luzern bzw. der Stadt Luzern benannt. Im lokalen Dialekt wird sie als Lozärner Chögalipastete bezeichnet. Ein anderer Name hierfür ist Fritschipastete. Der Name leitet sich von der Kugelform (Chügeli = Kügelchen) der meisten verwendeten Zutaten ab.
Älteste Erwähnungen des Gerichts stammen aus dem 18. Jahrhundert und zeigen eine beständige Veränderung des Gerichts in seiner Form und Zusammensetzung. Die Grundform besteht aus einer Pastete aus Blätterteig, die mit einem Ragout aus Fleisch, Champignons und Rosinen gefüllt ist.
Für die klassische Zubereitung benötigt man Kalbfleisch und feines Brät vom Schwein und Kalb. In der Innerschweiz wird dieses vorgeformt als Chügeli im Handel angeboten. Aus dem Kalbfleisch und den Pilzen bereitet man ein Frikassee zu. Das Brät wird zu kleinen Chügeli geformt und in Brühe gegart. Vor dem Servieren vermengt man das Frikassee und die Brätkügelchen mit marinierten Rosinen, erhitzt das Ragout und füllt es in ein Pastetenhaus, Herzoginpasteten oder Vol-au-vents.
Die verbreitetste Variante besteht aus Chügeli in einer Champignonsauce, die in einer Herzoginpastete angerichtet werden. Typische Beilagen sind Erbsen, Karotten und Reis, Nudeln oder Pommes frites.